# Gambia (fluviu)
Gambia este unul dintre cele mai importante cursuri de apă din Africa. Fluviul, cu obârșia în podișul Fouta Djallon din partea de nord a Guineei străbate o distanță de 1.130 km, până la vărsarea printr-un estuar în Oceanul Atlantic, în dreptul localității Banjul. Este navigabil pe jumătate din lungimea sa.

## Traseu
După ce fluviul părăsește înălțimile Fouta-Djallon, se recurbează către NV și intră pe teritoriul Senegalului în provincia Tambacounda, unde curge prin Pracul Național Niokolo-Koba. De aici primește apele afluenților Nieri Ko și Koulountou înainte de a intra în Gambia, în dreptul localității Fatoto. Înspre aval de Fatoto, orientarea Gambiei este vestică și se menține așa până la vărsare, unde pe ultima sută de kilometri se lărgește, lărgimea maximă atinsă fiind de 10 km.